# Чемпионат мира по спортивной гимнастике 1934
Десятый Чемпионат мира по спортивной гимнастике проходил с 1 по 2 июня 1934 года в Будапеште (Венгрия). Это был первый чемпионат мира, на котором проводились соревнования среди женщин.

## Общий медальный зачёт
| Место | Страна       | Золото | Серебро | Бронза | Всего |
| ----- | ------------ | ------ | ------- | ------ | ----- |
| 1     | Швейцария    | 6      | 6       | 1      | 13    |
| 2     | Чехословакия | 3      | 1       | 3      | 7     |
| 3     | Германия     | 1      | 1       | 2      | 4     |
| 4     | Венгрия      | 0      | 2       | 0      | 2     |
| 5     | Италия       | 0      | 1       | 1      | 2     |
| 6     | Польша       | 0      | 0       | 2      | 2     |
| 7     | Люксембург   | 0      | 0       | 1      | 1     |

## Медалисты

### Мужчины
| Дисциплина                | Золото | Серебро | Бронза |
| Командное многоборье      | Швейцария · Вальтер Бах · Йозеф Вальтер · Мельхиор Вецель · Ханс Гридер · Ойген Мак · Жорж Миз · Херман Хенгги · Эдуард Штайнеман | Чехословакия · Ярослав Барох · Ян Гайдош · Алоис Гудец · Ярослав Колингер · Эмануэль Лёффлер · Ян Сладек · Ладислав Тикал · Йиндржих Тинтера | Германия · Франц Беккерт · Эрнст Винтер · Хайнц Зандрок · Курт Крёч · Фриц Лимбург · Херберт Лоренц · Конрад Фрей · Вальтер Штеффенс |
| Индивидуальное многоборье | Ойген Мак Швейцария | Ромео Нери Италия | Эмануэль Лёффлер Чехословакия |
| Вольные упражнения        | Жорж Миз Швейцария | Ойген Мак Швейцария | Курт Кретч Германия |
| Конь                      | Ойген Мак Швейцария | Эдуард Штайнеман Швейцария | Ян Сладек Чехословакия |
| Кольца                    | Алоис Гудец Чехословакия | Ойген Мак Швейцария | Ярослав Колингер Чехословакия |
| Кольца                    | Алоис Гудец Чехословакия | Ойген Мак Швейцария | Матиас Логелин Люксембург |
| Параллельные брусья       | Ойген Мак Швейцария | Йозеф Вальтер Швейцария | Вальтер Бах Швейцария |
| Перекладина               | Эрнст Винтер Германия | Жорж Миз Швейцария | Хайнц Зандрок Германия |
| Опорный прыжок            | Ойген Мак Швейцария | Эдуард Штайнеман Швейцария | Ромео Нери Италия |

### Женщины
| Дисциплина                | Золото                                                                                               | Серебро                                                                               | Бронза                                                                                             |
| Командное многоборье      | Чехословакия 590.560                                                                                 | Венгрия 584.400                                                                       | Польша 479.480                                                                                     |
|                           | Мария Баерова Зденька Вержмиржовская Элеонора Гайкова Власта Деканова Власта Фолтова Власта Ярускова | Ленке Бальканьи Енёне Варга Юдит Гамауфне-Тот Маргит Калочаи Анна Каэль Мариа Мункачи | Хелена Дылевская Ирена Микульская Софья Павловская Клара Сероньская Янина Скирлиньская Эрна Шимова |
| Индивидуальное многоборье | Власта Деканова Чехословакия                                                                         | Маргит Калочаи Венгрия                                                                | Янина Скирлиньская Польша                                                                          |